# Orografisk nederbörd

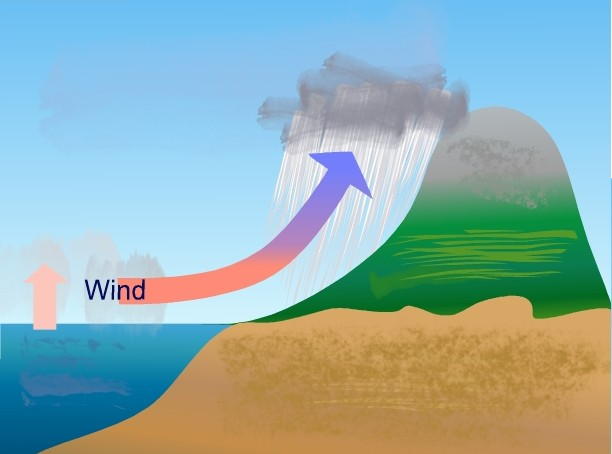
Orografisk nederbörd.

Orografisk nederbörd kallas nederbörd som uppstår genom att fuktig luft pressas uppåt och avkyls på grund av jordytans topografi, exempelvis berg eller kullar. Det kan också medföra en mycket ojämn fördelning av nederbörden.
Då en luftmassa i rörelse stöter på ett hinder i form av en höjdrygg, så pressas den uppåt. Genom avkylning kan då vattenångan i luften kondensera och små vattendroppar bildas, som ses som moln. Pressas luften upp på högre höjd kan avkylningen bli så kraftig att de vattendroppar som bildas blir så stora att de faller till marken. 
Exempel på områden med orografisk nederbörd är området väster om skandinaviska fjällkedjan, området innanför svenska västkusten och Himalayas sydsluttning.